# Us the Duo
Us the Duo è un duo folk pop statunitense composto da marito e moglie Michael e Carissa Alvarado.
La coppia si è incontrata a Los Angeles, California, Stati Uniti, nel 2011 sul set di un video musicale. Si sono sposati nel 2012. Nel 2013, il duo ha iniziato a caricare cover di canzoni popolari di sei secondi sul proprio account Vine, dove hanno accumulato oltre 4,8 milioni di follower ad agosto 2015. Nel marzo 2014 hanno firmato un contratto con la Republic Records.

## Membri

### Carissa Alvarado
Carissa Alvarado (prima del matrimonio nota come Carissa Rae) è nata e cresciuta a Los Angeles, in California. Ha iniziato a cantare all'età di 5 anni insieme al coro della chiesa. Ha un blog di moda chiamato Wear I Am.

### Michael Alvarado
Michael Alvarado è nato e cresciuto nella Carolina del Nord e ha frequentato l'Appalachian State University. È di origine portoricana. Ha iniziato le lezioni di piano all'età di 7 anni, e ha iniziato a cantare quando era al liceo.

## Discografia

### Album studio
- 2012 – Us
- 2014 – No Matter Where You Are (2014)
- 2016 – Just Love
- 2017 – Our Favorite Time of Year (2017)

### EP
- 2016 – Public Record